# El rey del jazz
 El rey del Jazz (título original: King of Jazz)  es una película musical estadounidense de 1930 protagonizada por Paul Whiteman y su orquesta. El título de la película fue tomada del apelativo que se auto-adjudicó Whiteman. Durante los años 20, el "jazz" se entendía generalmente como el ritmo sincopado presente en la música de baile escuchada por todas partes en los discos y a través de la radio. En la década de 1920 Whiteman tuvo en su orquesta a numerosos músicos de jazz, incluyendo Joe Venuti y Eddie Lang (quienes aparecen en la película), Bix Beiderbecke (quien había dejado la banda antes de que la filmación comenzara), Frank Trumbauer y los hermanos Tommy y Jimmy Dorsey, entre otros.
El rey del Jazz estuvo filmado enteramente en el primitivo proceso Technicolor de dos tintas (rojo-verde) y fue producido por Carl Laemmle Jr. para Universal Pictures. La película presentó por primera vez en cámara al cantante Bing Crosby, no solo como miembro del grupo The Rhythm Boys (junto a Al Rinker y Harry Barris), sino que también interpretó algunos temas en solitario. El rey del jazz todavía existe casi intacta, a diferencia de otros musicales contemporáneos que actualmente han desaparecido, parcial o completamente, o que de existir completos, lo es en duplicados de menor calidad (y en blanco y negro) realizados para la televisión en los años 50.
En 2013 la película fue seleccionada para su preservación en el National Film Registry por la Biblioteca del Congreso por ser "culturalmente, históricamente, o estéticamente significativa".

## La película
El rey del Jazz es una revista, la cual sirve de hilo conductor entre números musicales y sketches muy breves con remates repentinos, unidos por segmentos introductorios.
Los números musicales son diversos en carácter, con el propósito de llegar a todo el público. El número lento Bridal Veil, que presentó (según Universal) el velo más grande nunca hecho, exhibe una sentimentalidad que apelaba a aquellos que vivieron en el siglo XIX. Los adultos podían disfrutar con la tonada It Happened in Monterey, interpretada por John Boles en estilo similar al del crooner con un ritmo de vals o con un tono más cercano a la ópera con Song of the Dawn. El número Happy Feet estuvo diseñado para apelar a audiencias más jóvenes con su ritmo de jazz.
Un segmento de la primera parte de la película sirve para introducir muchos de los virtuosos músicos (pese a que sus nombres no aparecen en pantalla). Otro proporciona la audiencia con una posibilidad de ver los Rhythm Boys, ya famosos debido a sus discos y emisiones radiofónicas. Los números de comedia musical varían desde segmentos que rayan en lo ligeramente "sexy" (Ragamuffin Romeo, el cual presenta un baile contorsionista que proporciona una excusa para mostrar ropa interior femenina) al humor sadomasoquista (el segundo coro de I Like to Do Things for You) a lo sencillamente tonto (I'm a Fisherman). Hay un acto de coristas, obligatorias en estos tempranos musicales, pero con el chiste de que están presentado una novedad: todas están sentadas.
El gran final es el número Melting Pot, en qué varios grupos inmigrantes en vestimenta típica ofrecen breves de canciones características de sus tierras nativas, después de que cuál son todos consignados al crisol de razas norteamericano. Cuándo la mezcla es completada por Whiteman, todos emergen como norteamericanos amantes del jazz.
Hay un par de ejemplos tempranos de las vistas elevadas más tarde elaboradas y popularizadas por Busby Berkeley, pese a que este musical poco se parece a los musicales realizados a mediados y fines de la década del 30. Es más semejante a un gran espectáculo teatral, los cambios en el punto de vista sirviendo para mantener el interés visual. Los cámaras no se mueven, pero no porque las cámaras Technicolor eran pesadas y voluminosas (a diferencia de las posteriores, las cámaras Technicolor entonces usaban solo un rollo y no eran más grandes que una cámara ordinaria), sino por los problemas técnicos presentes en los primeros años del cine sonoro.
El rey del Jazz fue la decimonovena película totalmente hablada en ser filmada enteramente en Technicolor de dos tintas. Este proceso constaba de tintes rojos y verdes, pero aún no tenía azules. El rey del Jazz pretendía exhibir una presentación espectacular de Rhapsody in Blue de George Gershwin, lo cual presentó un problema. Afortunadamente, el tinte verde de Technicolor podía generar un "azul pavo real" (más bien celeste) bajo algunas condiciones, pero se requería un manejo muy cuidadoso para obtener un resultado aceptable. El director de arte Herman Rosse y el realizador John Murray Anderson decidieron buscar una solución. Tras hacerse pruebas con varios tejidos y pigmentos, se logró un tono azulino al usar un fondo de colores gris y plata. También se utilizaron filtros para inyectar un tinte azul a la escena filmada. El objetivo era reproducir tonos pasteles en lugar de colores brillantes. No obstante, cuando aparece en una copia Technicolor original, la secuencia más podría ser descrita como una "Rapsodia en Turquesa". Copias posteriores a partir del negativo, el cual había sobrevivido, marca el azul de modo que aparece más natural y saturado que aquel que vio el público de 1930.
El rey del jazz marcó la primera aparición fílmica del popular crooner Bing Crosby, quien entonces era parte de los Rhythm Boys, el trío vocal de la orquesta Whiteman. Se suponía que Crosby fuera a interpretar "Song of the Dawn" en la película pero fue brevemente detenido por un accidente automovilístico al manejar en estado de ebriedad, por lo que el rol le fue otorgado a John Boles.
El compositor Ferde Grofé, conocido por su Magnífico Canyon Suite, fue un conocido compositor y arreglista para Whiteman al iniciar su carrera. Está documentado el que arregló parte de la música, y es probable que hubiese compuesto parte de la música incidental.
La película presenta también un fragmento de vodevil interpretado por el trombonista Wilbur Hall, con una rutina que involucra un violín y una bomba de bicicleta, así como la danza excéntrica de "Patas de Goma" Al Norman al ritmo de Happy Feet.
Se hicieron al menos nueve versiones en otros idiomas, incluido el español. Según se dice, la versión sueca tiene al menos un poco música distinta a las otras versiones.

## La caricatura animada
La película incluyó la primera caricatura filmada en Technicolor, por los dibujantes Walter Lantz (quien más tarde crearía al Pájaro Loco entre otros) y William Nolan. En este segmento, Whiteman es un cazador en "el África más oscura", donde es perseguido por un león al que amansa con su violín
(Music Hath Charms, interpretada por Joe Venuti y Eddie Lang). Después que un elefante le tira agua, un mono le arroja un coco desde un árbol, pero falla y le da a Whiteman en la cabeza, lo cual le deja un chichón en forma de corona. El Maestro de Ceremonias (Charles Irwin) entonces comenta, "y así Paul Whiteman fue coronado como el Rey del Jazz."
Uno de los personajes que hace una breve aparición en la caricatura es Oswald el conejo afortunado, la estrella del departamento de animación de 
la Universal dirigido por Lantz. Oswald en efecto protagonizó el cortometraje My Pal Paul, producida con el propósito de promocionar la cinta mediante la inclusión de algunas de las canciones del filme, así como de una versión caricaturizada de Whiteman.
Algunas de las escenas de la secuencia serían re-utilizadas para África, un cortometraje de Oswald producido por Lantz ese mismo año.

## Banda sonora
El rey de Jazz fue el primer largometraje en utilizar mayoritariamente una banda sonora grabada independientemente antes de la filmación real. Whiteman Insistió en que los números musicales presentados por su orquesta fuesen pregrabados para obtener un mejor sonido, evitando las condiciones de registro pobres y ruidos ajenos propio de un foro cinematográfico. La Universal se opuso a la idea, pero Whiteman prevaleció sobre los ejecutivos del estudio. Después que el sonido fuese grabado,  este era reproducido a través de un altavoz mientras la escena era filmada y los intérpretes emparejaban sus acciones al registro. Más tarde, la película resultante era sincronizada con la banda sonora. Esto también permitió que la filmación pudiese ser hecha en la misma manera que una película muda, por lo que el director podía dar instrucciones durante la filmación y las cámaras no tenían que ser silenciadas con casetas voluminosas..

## Los Rhythm Boys
The Rhythm Boys  (Bing Crosby, Harry Barris, y Al Rinker) cantaron Mississippi Mud, So the Bluebirds and the Blackbirds Got Together, I'm a Fisherman, A Bench in the Park, y Happy Feet en la película.  Crosby también interpretó Music Hath Charms durante los títulos iniciales y en la caricatura cantó My Lord Deliver Daniel, dándole su voz al dibujo de Whiteman.

## Estreno
La película debutó el 19 de abril de 1930 en el Teatro Criterion de Los Ángeles. Los recibos de taquilla rindieron por debajo de las expectativas en sus primeras dos semanas.
La gran premier se realizó el 2 de mayo de 1930 en el cine Roxy en Nueva York, donde la Orquesta Whiteman, junto con George Gershwin y la Orquesta Sinfónica Roxy, aparecieron sobre el escenario. Se presentó la Rapsodia en Azul y Mildred Bailey estuvo respaldada por un coro. Este espectáculo se realizó cinco veces diarias por una semana. La película continuó exhibiéndose en el Roxy por tan solo una semana adicional.
Como se publicó originalmente, la película tenía 105 minutos de duración. Cuando fue reestrenada en 1933, su duración se redujo a 65 minutos. Varias secuencias y números fueron removidos para la reedición, mientras que otros tuvieron cortes menores. Un sketch eliminado para la versión de 1933 contaba con William Kent y trataba de un flautista suicida, mientras que la orquesta interpretaba Caprice Viennois como música de fondo.
La restauración de 2016 dura 98 minutos con dos minutos de música de cierre. Algunas escenas fueron cortadas antes de su estreno de 1930 y nunca fueron vistos por el público en general. Entre ellas se incluyen:
- Un número de varieté con Nell O'Day, con música desconocida, en el foyer de un cabaret.
- Un segmento con Grace Hayes cantando My Lover.

Una versión de 93 minutos, improvisada a partir de la versión de 65 minutos junto a una copia de 16 mm de la original fue utilizada para el casete de la película, lanzado en 1983. Copias de la versión original de 105 minutos aún sobreviven en la actualidad. The Criterion Collection anunció que la película se lanzaría en DVD y Blu-ray en marzo de 2018.

## Recepción
Universal esperó que esta revista repitiera o superara la taquilla de un musical titulado Broadway que se había estrenado en 1929. La fastuosa película había incluido escenas en Technicolor y había sido un éxito. Por desgracia, los retrasos en el inicio de la filmación de El rey del Jazz hizo que estrenara luego de dos acontecimientos imprevistos. En primer lugar, el público se había cansado de la inundación de películas musicales que comenzó como un lento goteo con El Cantor de Jazz a finales de 1927 y rápidamente se convirtió en un torrente tras el éxito de La Melodía de Broadway a principios de 1929. Principalmente fueron desaprobadas operetas desarrolladas en épocas pretéritas, comedias musicales de Broadway filmadas pobremente, y "revistas" sin argumento como El rey del Jazz. En segundo lugar, aunque los efectos de la caída de la bolsa en octubre de 1929 todavía no habían producido la grave depresión que pronto sería dolorosamente obvia, la gente ya estaba gastando menos, y los efectos se empiezan a sentir en la taquilla. Durante su tiempo en salas, El rey del Jazz recaudó menos de $900,000. En Hollywood, la película llegó a ser llamada "La Rapsodia en Rojo". Debido a la mala taquilla de los recibos por el cine y la cancelación de su lucrativo programa de radio por su patrocinador en abril de 1930, Whiteman tuvo que despedir a diez de sus empleados y recortar los sueldos de los restantes en un quince por ciento.
Luego de su estreno, un crítico de The New Movie escribió:

Una decepción—pero una fastuosa. Una revista sobre-producida. La Universal llamó a Murray Anderson, un productor de candilejas, y lo dejó jugar con un medio que no conocía. El resultado da una aburrida mescolanza de tremendos escenarios, bailarinas, e intérpretes indiferentes, salvo por Paul Whiteman, quien deslumbra. La fotografía en colores, también es mala, manteniendo los eventos en relativa oscuridad. Jeanette Loff luce hermosa pero no canta bien. John Boles se luce brevemente (con "It Happened in Monterey") pero el resto queda enterrado en este extravagante escenario. Esta película costó $2,000,000—y dura dos horas de más.

En el extranjero, donde nunca hubo una reacción en contra de los musicales, tuvo mejor rendimiento y, finalmente, logró una ganancia. Durante la década de 1930, la película encontró su mejor audiencia en Ciudad del Cabo, Sudáfrica, donde fue reestrenada diecisiete veces.
La película ganó un Premio de la Academia por Mejor Dirección de Arte de Herman Rosse. Otras películas nominadas en esta categoría fueron Bulldog Drummond, El Desfile del Amor, Sally, y Si Yo Fuera Rey.
La película es reconocida por el American Film Institute en estas listas:
- 2006: Los Mejores Musicales de la AFI – Nominada[9]